# Mames
Svatý Mames nebo Mamans (asi 258 – 273/274) byl dle legendy turecký pastýř, který byl umučen při pronásledování křesťanů v době vlády císaře Aureliána.
Jako poustevník žil v míru s divokou zvěří. Byl zajat a odsouzen k roztrhání lvy v aréně. Ti ho však nechali bez povšimnutí a Mames byl ukamenován přihlížejícími diváky.
Ve 12. století byla postavena ve francouzském městě Langres katedrála, která je tomuto světci zasvěcena a která uchovává jeho hlavu a paži.
Legendu ve svém díle popsali sv. Basileios Veliký a sv. Řehoř Naziánský.